# Дженезис
Дженезис (на английски: Genesis) е рок група, създадена през 1967 година в Англия.
Започвайки дейността си в края на 1960-те, като поп-ориентирана формация изпълняваща семпли мелодии, доминирани от клавишните инструменти, през 1970-те групата претърпява огромно развитие към прогресив рок изпълнители, композиращи усложнени музикално-лирически структури. Концертите им се превръщат в театрално изживяване с новаторски сценичен дизайн, пиротехники и пищни костюми.
Съпътствана от обичайните промени на състава си в началния период, дейността на групата условно се разделя на два периода, маркирани от двамата ѝ водещи вокалисти. От основаването до средата на 1970-те е т.нар. период на Питър Гейбриъл, след което зад микрофона застава барабанистът – Фил Колинс. Той, заедно с Тони Банкс и Майк Ръдърфорд оформят гръбнака на формацията през почти цялото ѝ съществуване до наши дни.
Дженезис постигат изключителни творчески и комерсиални успехи. Те са сред 30-те най-продавани изпълнители за всички времена с почти 150 000 000 продадени копия на свои издания. След разпускането си в самия край на 1990-те, групата се събира отново през 2006 година, обявявайки мащабно турне в Европа и Америка озаглавено: „Turn It On Again: The Tour“, състояло се през 2007 година.
Основателите на Дженезис: Питър Гейбриъл, Тони Банкс, Антъни „Ант“ Филипс, Майк Ръдърфорд и барабаниста Крис Стюърд се запознават в държавното училище „Чартърхаус“, община Годълмин, графство Съри. Банкс и Гейбриъл пристигат в училището през септември, 1973 г., Ръдърфорд през септември, 1964 г. и Филипс април, 1965 г. Петимата са членове на две различни групи – Филипс и Ръдърфорд са в банда наречена Анон (Anon) с певец Ричард Макфейл, басист Ривърс Джоуб и барабанист Роб Тайръл, докато Гайбриъл, Банкс и Стюърт създават Гардън Уол (Garden Wall - Градинска стена).

## Дискография

### Студийни албуми
| Година | Албум                                                                        | Най-висока позиция в класации | Най-висока позиция в класации | Най-висока позиция в класации | Най-висока позиция в класации | Най-висока позиция в класации | Най-висока позиция в класации | Най-висока позиция в класации | Най-висока позиция в класации | Най-висока позиция в класации | Най-висока позиция в класации | Най-висока позиция в класации | Сертификати (по продажби) |
| Година | Албум                                                                        | UK                            | AUT                           | BEL                           | FIN                           | FRA                           | GER                           | NLD                           | NOR                           | SWE                           | SWI                           | US                            | Сертификати (по продажби) |
| ------ | ---------------------------------------------------------------------------- | ----------------------------- | ----------------------------- | ----------------------------- | ----------------------------- | ----------------------------- | ----------------------------- | ----------------------------- | ----------------------------- | ----------------------------- | ----------------------------- | ----------------------------- | ------------------------- |
| 1969   | From Genesis to Revelation - Издаден: 7 март 1969, Студио: Decca             | —                             | —                             | —                             | —                             | —                             | —                             | —                             | —                             | —                             | —                             | 170                           |                           |
| 1970   | Trespass - Издаден: 23 октомври 1970, Студио: Charisma                       | 98                            | —                             | 1                             | —                             | —                             | —                             | —                             | —                             | —                             | —                             | —                             |                           |
| 1971   | Nursery Cryme - Издаден: 12 ноември 1971, Студио: Charisma                   | 39                            | —                             | —                             | —                             | —                             | —                             | —                             | —                             | —                             | —                             | —                             |                           |
| 1972   | Foxtrot - Издаден: 6 октомври 1972, Студио: Charisma                         | 12                            | —                             | —                             | —                             | —                             | 45                            | —                             | —                             | —                             | —                             | —                             |                           |
| 1973   | Selling England by the Pound - Издаден: 12 октомври 1973, Студио: Charisma   | 3                             | —                             | —                             | —                             | —                             | —                             | —                             | —                             | —                             | —                             | 70                            | САЩ: Златен               |
| 1974   | The Lamb Lies Down on Broadway - Издаден: 18 февруари 1974, Студио: Charisma | 10                            | —                             | —                             | —                             | —                             | —                             | —                             | —                             | —                             | —                             | 41                            | САЩ: Gold                 |
| 1976   | A Trick of the Tail - Издаден: 20 февруари 1976, Студио: Charisma            | 3                             | —                             | —                             | —                             | —                             | 43                            | —                             | —                             | 17                            | —                             | 31                            | САЩ: Златен               |
| 1976   | Wind & Wuthering - Издаден: 27 декември 1976, Студио: Charisma               | 7                             | —                             | —                             | —                             | —                             | 19                            | —                             | 12                            | 21                            | —                             | 26                            | САЩ: Златен               |
| 1978   | …And Then There Were Three… - Издаден: 7 април 1978, Студио: Charisma        | 3                             | 17                            | —                             | —                             | —                             | 2                             | —                             | 7                             | 22                            | —                             | 14                            | САЩ: Платинен             |
| 1980   | Duke - Издаден: 28 март 1980, Студио: Charisma                               | 1                             | 14                            | —                             | —                             | —                             | 2                             | —                             | 4                             | 9                             | —                             | 11                            | САЩ: Платинен             |
| 1981   | Abacab - Издаден: 18 септември 1981, Студио: Charisma                        | 1                             | —                             | —                             | —                             | —                             | 6                             | —                             | 4                             | 11                            | —                             | 7                             | САЩ: 2x Платинен          |
| 1983   | Genesis - Издаден: 3 октомври 1983, Студио: Charisma/Virgin                  | 1                             | 2                             | —                             | —                             | —                             | 1                             | —                             | 2                             | 12                            | 2                             | 9                             | САЩ: 4x Платинен          |
| 1986   | Invisible Touch - Издаден: 9 юни 1986, Студио: Charisma/Virgin               | 1                             | 5                             | —                             | —                             | —                             | 2                             | —                             | 3                             | 4                             | 4                             | 3                             | САЩ: 6x Платинен          |
| 1991   | We Can't Dance - Издаден: 11 ноември 1991, Студио: Virgin                    | 1                             | 1                             | —                             | —                             | —                             | 1                             | 97                            | 1                             | 4                             | 1                             | 4                             | САЩ: 4x Платинен          |
| 1997   | Calling All Stations - Издаден: 1 септември 1997, Студио: Virgin             | 2                             | 6                             | 13                            | 19                            | 5                             | 2                             | 9                             | 2                             | 11                            | 3                             | 54                            |                           |

## Членове
Основни членове:
| Питър Гейбриъл | Фил Колинс | Тони Банкс | Майк Ръдърфорд | Стив Хакет |
| -------------- | ---------- | ---------- | -------------- | ---------- |
|                |            |            |                |            |

### Цитирана литература
- Frame, Pete. „The Complete Rock Family Trees“.   Omnibus Press, 1983. ISBN 978-0-7119-0465-1. (на английски)